# UTC+13:00
Giờ UTC+13 là một múi giờ dùng tại các nơi sau đây:
- Enderbury, Kiribati (Giờ Quần đảo Phoenix)
- Giờ tiết kiệm ánh sáng ngày New Zealand
- Tonga
- Samoa

## Lịch sử
Kiribati đã thay đổi múi giờ cho nửa phía đông của nước này vào ngày 31 tháng 12 năm 1994, từ múi giờ UTC-11:00 và UTC-10:00 thành UTC+13:00 và UTC+14:00, để tránh việc đất nước bị chia cắt bởi Đường đổi ngày quốc tế.
Tonga đã sử dụng múi giờ UTC+13:00 trong nhiều năm. Quy ước giờ mùa hè được sử dụng trong các mùa hè miền Nam từ tháng 10 năm 1999 đến tháng 1 năm 2002 và từ tháng 11 năm 2016 đến tháng 1 năm 2017.
UTC+13:00 được sử dụng cho đến năm 2009 làm thời gian ban ngày (mùa hè ở Bắc bán cầu) ở các vùng phía đông nước Nga (Chukotka và Kamchatka) sử dụng Giờ Kamchatka.
Vào ngày 29 tháng 12 năm 2011, Samoa đã điều chỉnh múi giờ từ UTC-11:00 sang UTC+13:00 (và giờ mùa hè từ UTC-10:00 sang UTC+14:00), về cơ bản là di chuyển đường đổi ngày quốc tế sang phía bên kia của đất nước. Sau quyết định của Samoa, Tokelau cũng đồng thời điều chỉnh múi giờ (không sử dụng giờ mùa hè) từ UTC-11:00 sang UTC+13:00.